# Alternating currents
Alternating currents is het negende album en achtste studioalbum van Spyro Gyra. De band die te horen was op het livealbum Access all areas kwam voor Spyro Gyra relatief klein van samenstelling. Ook voor het studioalbum Alternating currents bleef de lijst musici relatief klein. Het album is opgenomen in Beckensteins Bear Track Studio in Suffern. De naam van oerlid Jeremy Wall is geheel uit zicht als medespeler of muziekproducent, hij schreef alleen nog wat mee aan de muziek. Andere namen die ontbraken waren die van Chet Catallo en Eli Konikoff, jarenlang gitarist respectievelijk drummer. Dat heeft een invloed op de “sound”, die lijkt hier op een strakke Mezzoforte.
Alternating current betekent wisselstroom, de AC van AC/DC.

## Musici
- Jay Beckenstein: saxofoon, lyricon
- Tom Schuman: toetsinstrumenten
- Richie Morales: slagwerk
- Kim Stone: basgitaar
- Julio Fernandez: gitaar
- Dave Samuels: marimba, vibrafoon
- Gerardo Velez: percussie

## Muziek
| Nr. | Titel                                                                        | Duur |
| --- | ---------------------------------------------------------------------------- | ---- |
| 1.  | Shakedown (Jeremy Wall)                                                      | 4:22 |
| 2.  | Alternating currents (Beckenstein)                                           | 4;28 |
| 3.  | Taking the plunge (for Jennifer) (Beckenstein)                               | 4:48 |
| 4.  | Binky’s dream no. 6 (Beckenstein, Fernandez, Morales, Schuman, Stone, Velez) | 4:13 |
| 5.  | PG (Beckenstein)                                                             | 4:15 |
| 6.  | Heartbeat (Wall)                                                             | 4:48 |
| 7.  | Mardi Gras (Samuels)                                                         | 6:04 |
| 8.  | I believe in you (Schuman)                                                   | 5:31 |
| 9.  | Sunflurry (Schuman)                                                          | 5:01 |